# Platja de Riells
La platja de Riells situada al municipi de l'Escala (Alt Empordà), és una platja de la Costa Brava. Es troba a l'extrem del nucli urbà, protegida de mar obert per la badia. Limita al nord-oest amb un tram de passeig i al nord-est amb el port de l'Escala. Té una longitud de 582 m i una amplada mitjana de 53 m de sorra mitja.
La platja està envoltada per una passeig dedicat al Petit Princep de Antoine de Saint-Exupéry, amb restaurants, bars i botigues. Durant l'estiu s'hi realitzen diverses activitats com fires d'artesania.